# Kloster Vom Guten Hirten (Berlin)

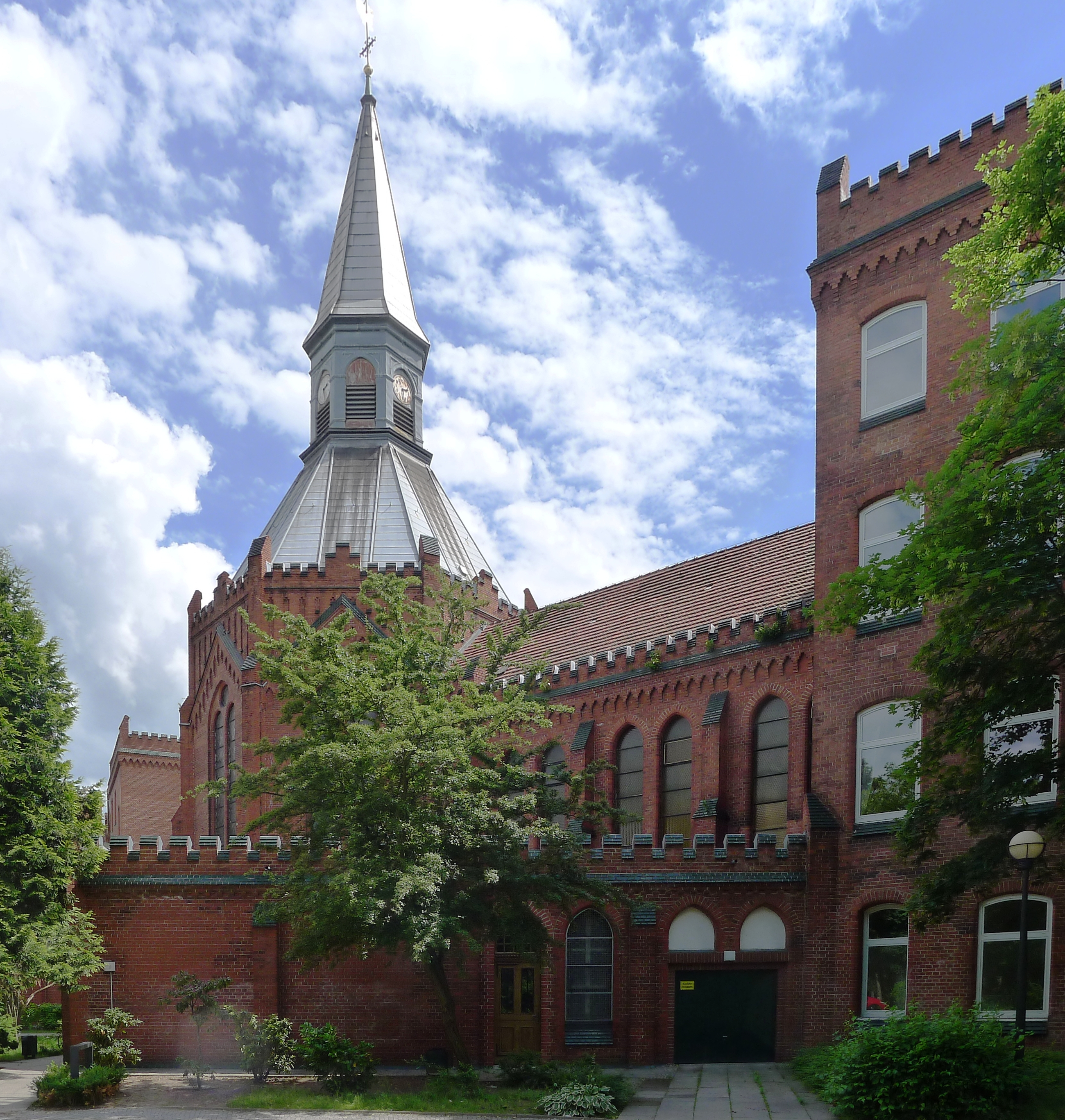
Die Kirche im Zentrum der Klosteranlage

Das Kloster Vom Guten Hirten ist eine christliche Institution im Berliner Ortsteil Marienfelde, die auf ein Kloster der Schwestern vom Guten Hirten zurückgeht und zur Pfarrei St. Maria – Berliner Süden im Erzbistum Berlin gehört.

## Geschichte

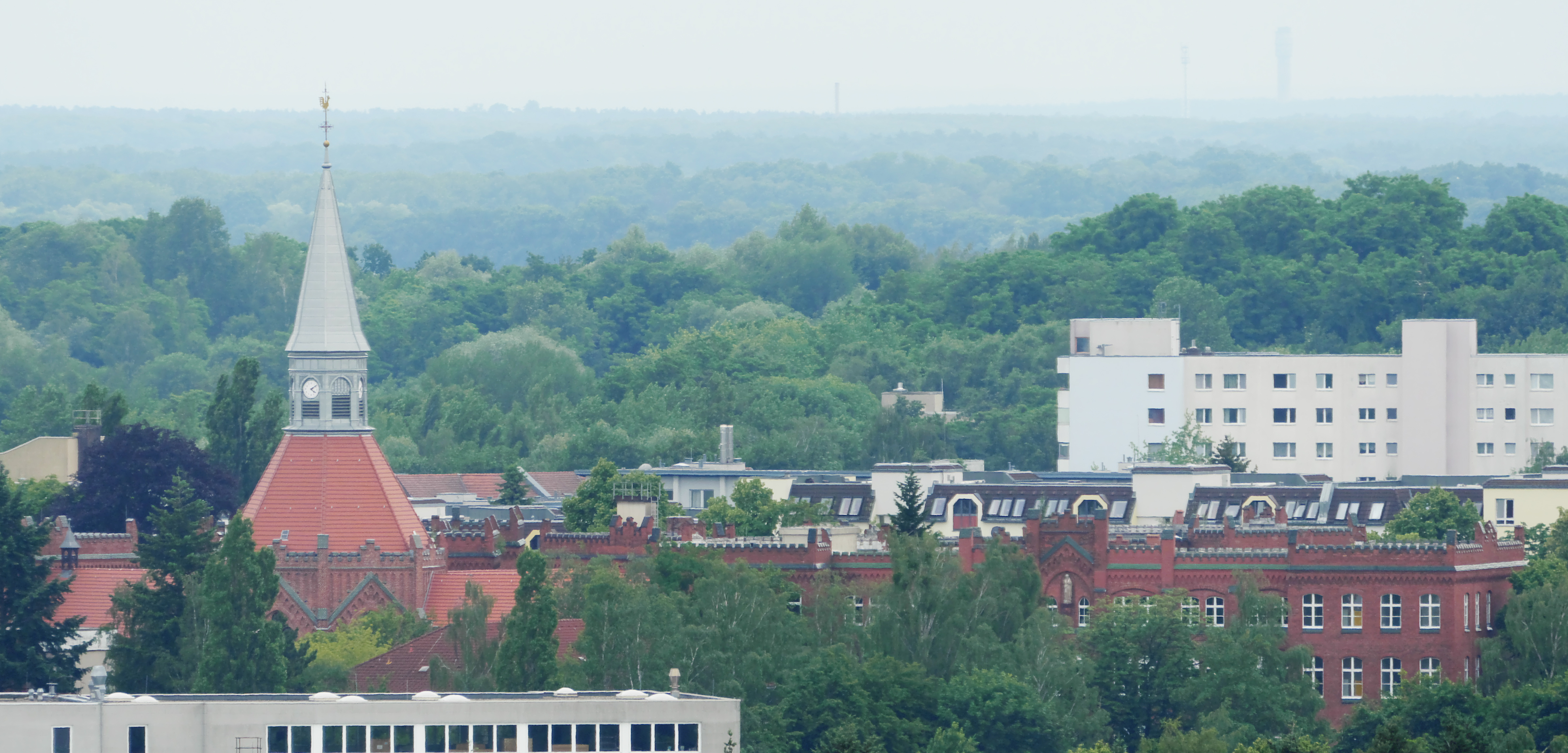
Kirche und ehemaliges Kloster Vom Guten Hirten von Norden gesehen

Im Jahr 1858 entstand in Alt-Lietzow (heute: Charlottenburg) das Das Kloster Vom Guten Hirten – Rettungsanstalt für Gefallene Mädchen. Um 1860 wohnten 20 Büßerinnen in der Anstalt. 1875 wurde das Kloster nach den Vorschriften des preußischen Klosteraufhebungsgesetzes geschlossen. Die meisten Schwestern verließen Berlin und die Mädchen und Frauen wurden anderweitig untergebracht oder entlassen. Dann wurden die Statuten geändert und das Haus wurde als Krankenanstalt weitergeführt. 1887 wurde das Klosteraufhebungsgesetz selbst aufgehoben. Das Haus war nun wieder ein Kloster. Seit 1894 war das Kloster Ausbildungsstätte für Gefängniswärterinnen.
Aufgrund der bald eintretenden Enge im Charlottenburger Haus eröffneten die Schwestern im April 1887 in der Reinickendorfer Residenzstraße eine weitere Niederlassung. 1900 gab es in Charlottenburg 325 Insassinnen und die Gebäude platzten aus allen Nähten, sodass als notwendige Erweiterung der Gebäudekomplex in Marienfelde entstand. Zwischen 1903 und 1905 entstand an der Malteserstraße in Marienfelde nach Plänen von Josef Lückerath ein neues Kloster Vom Guten Hirten, eine geschlossene Anstalt für 400 Mädchen und Frauen. Einrichtungen des Klosters waren eine Haushaltsschule, eine Wasch- und Plättanstalt, Landwirtschaft und Bäckerei sowie ein eigener Begräbnisplatz. Am 8. Februar 1905 zogen die Schwestern mit ihren Zöglingen nach Marienfelde, die Tätigkeit des Ordens in Alt-Lietzow endete. Im Ersten Weltkrieg wurde das Kloster zum Militärlazarett unter der Leitung des Marienfelder Arztes Moritz Jacobsohn. Auch im Zweiten Weltkrieg wurden die Gebäude wieder als Lazarett genutzt.
Seit etwa 1960 wurden die landwirtschaftlich genutzten Flächen des Klosters vom Petruswerk mit Wohnungen bebaut. Das Kloster wurde 1967 wegen Nachwuchsmangels geschlossen, 1968 gaben die Nonnen den Standort auf, und die Wohntrakte wurden von 1968 bis 1974 zu einem Sozialzentrum umgebaut. Die Klosterkirche wird seitdem von der neu gegründeten katholischen Pfarrei Vom Guten Hirten genutzt.
Im Februar 2017 wurden die benachbarten Pfarreien Mater Dolorosa in Lankwitz und Vom Guten Hirten für die Entwicklungsphase in den Pastoralen Raum Lankwitz-Marienfelde eingegliedert, der am 1. Januar 2022 in die Pfarrei St. Maria – Berliner Süden im Erzbistum Berlin aufgegangen ist.

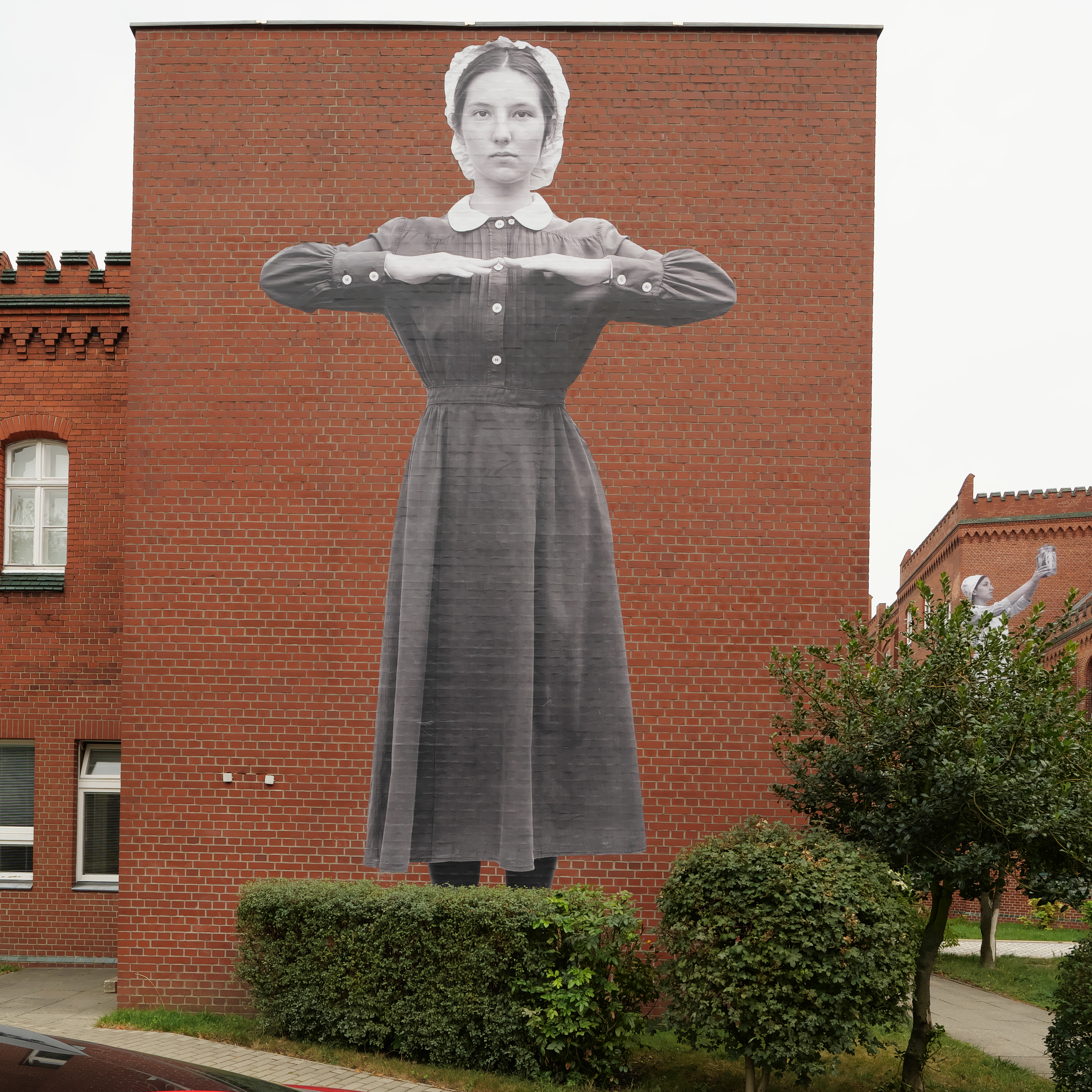
Ein Mädchen aus dem Mädchenschutzheim im Rahmen des Projekts Paste Up History – Marienfelde Goes Street Art im Jahr 2020

2020 wurden die Gebäude des ehemaligen Klosters anlässlich der 800-Jahr-Feier Marienfeldes Teil des Kunstprojektes Paste Up History – Marienfelde Goes Street Art des Künstlerduos Maria Vill und David Mannstein. Hierbei wurden an den Fassaden über dem Haupteingang der Kirche und am Pfarrhaus die Fotografien von zwei Mädchen aus dem Mädchenschutzheim angebracht.

## Kirche
Die Grundsteinlegung der Klosterkirche war am 28. Oktober 1903, ihre Benediktion bereits am 8. Februar 1905, ihre Konsekration aber erst am 29. Juni 1927.

### Baubeschreibung
Dem siebeneckigen, neugotischen Zentralbau sind vier voneinander getrennte, nach Südwesten gerichtete Kirchenschiffe mit vier Jochen als Übergänge zu den viergeschossigen Wohngebäuden zugeordnet, die sternförmig um den zentralen Altarraum angeordnet sind. Die Architektur der Anlage ähnelte einem Gefängnis, in dem die Insassen unter Aufsicht der Nonnen in strikt voneinander getrennten Abteilungen zu leben und zu arbeiten hatten. Jedes Schiff war für die Bewohnerinnen des zugehörigen Wohntraktes vorgesehen, bis auf den östlichen Schwesterntrakt waren sie ursprünglich zum Zentralbau hin vergittert. Die Konzeption des Grundrisses geht auf die Bauweise von Gefängnissen des frühen 19. Jahrhunderts zurück. Die umlaufende Attika bekrönt mit einer Zinne, unter ihr verläuft ein Fries, ist typisch für diese Gefängnisbauten und verleiht auch den Klostergebäuden einen burgartigen Charakter. Der Mauerwerksbau ist mit rotem Klinker verblendet, die dem Regen besonders ausgesetzten Flächen mit dunkelgrünen Glasursteinen. Das Sanktuarium ist mit einem siebeneckigen Zeltdach bedeckt, dem ein Glockenturm in Form einer Laterne mit spitzem Zeltdach aufgesetzt ist. An das Sanktuarium schließen sich symmetrisch zwei eingeschossige Gebäudetrakte an, einer für die Sakristei und einer für den ehemaligen Gemeindesaal für die katholischen Einwohner Marienfeldes, welche die Klosterkirche nicht betreten durften. Die Wände der Kirche werden durch gotische Stilelemente gegliedert. Zwischen den Strebepfeilern an den Wänden der Kirchenschiffe öffnen sich jeweils zwei große spitzbogige Fenster. Die drei Seiten des Sanktuariums ohne angebautes Kirchenschiff haben eine Fassade mit Dreiecksgiebel, in dem sich zweibahnige Bogenfenster mit darüber liegender Fensterrose befinden. Jedes Kirchenschiff verfügt über eigene gemalte Kreuzwegstationen, es fehlen allerdings die historischen Bilderrahmen. Der Hochaltar mit dem Tabernakel hatte ein neogotisches Retabel mit einer Skulptur des Guten Hirten in seiner Mitte auf einem Piedestal, bekrönt mit einem geschnitzten Ziborium. Er wurde 1957 beseitigt und durch einen Volksaltar ersetzt, ein einfacher Tisch aus Marmor. Die Gewölbe wurden in nazarenischer Stilrichtung ausgemalt und sind erhalten geblieben ebenso wie die Glasmalereien mit Motiven aus dem Alten und Neuen Testament.

### Geläut

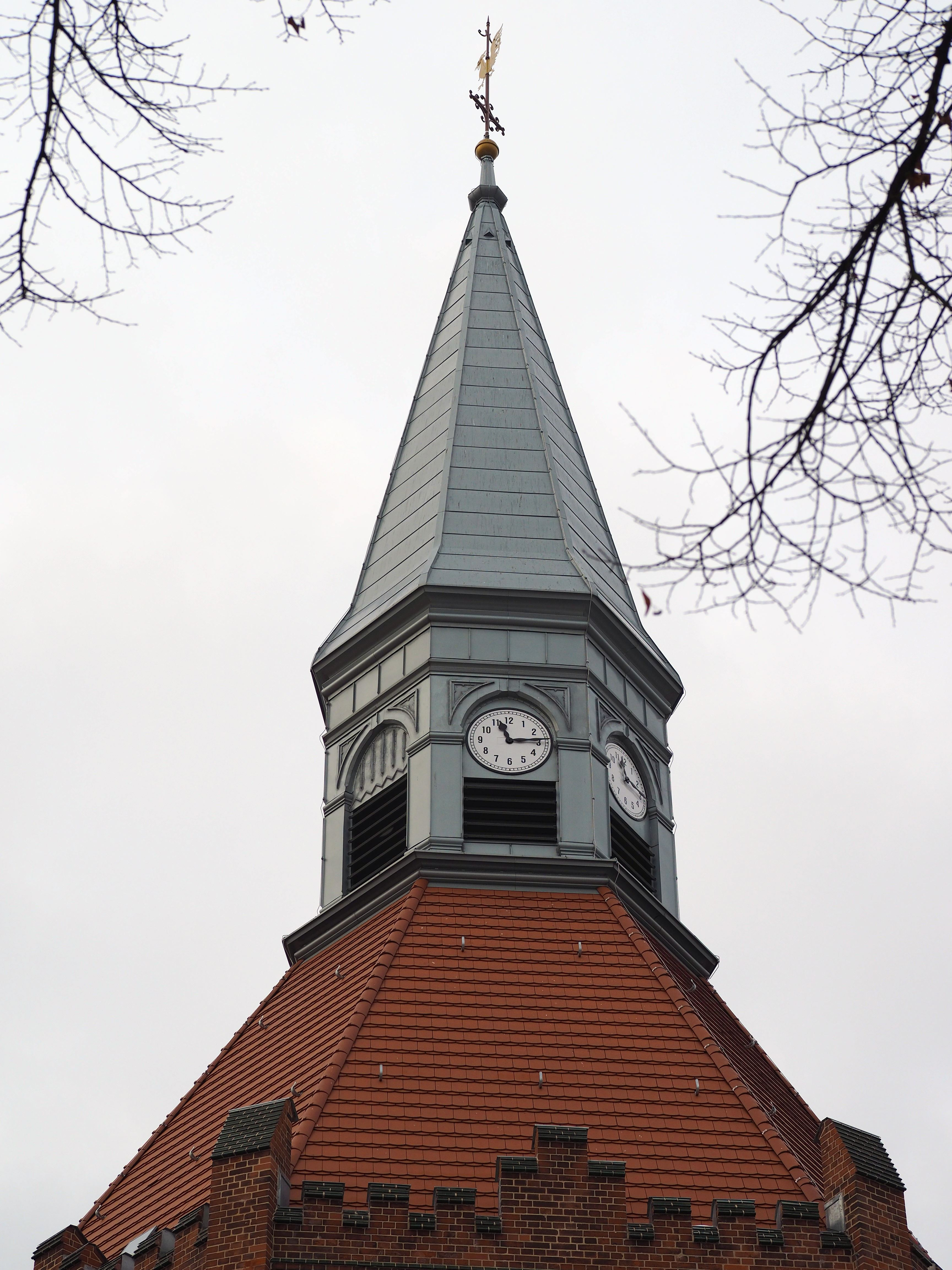
Siebeneckiger Kirchturm mit Wetterhahn, Kreuz, Turmuhren, Schallablenkplatten für das Geläut, Biberschwanz-Kronendeckung und Backsteinzinnen

Ursprünglich hatte die Kirche zwei Glocken, die jedoch 1941 der Rüstungsindustrie zur Verfügung gestellt werden mussten. In seiner Glockenstube, die nach dem Zweiten Weltkrieg zur Aufnahme von drei Glocken hergerichtet wurde, hängt ein Geläut aus drei Bronzeglocken, das 1965 von Friedrich Wilhelm Schilling hergestellt wurde.
| Schlagton | Gewicht (kg) | Durchmesser (cm) | Höhe (cm) | Inschrift                             |
| --------- | ------------ | ---------------- | --------- | ------------------------------------- |
| e″        | 130          | 60               | 51        | KÖNIGIN DES FRIEDENS, BITTE FÜR UNS.  |
| a″        | 070          | 48               | 41        | HL. JOSEF – SORGE +.                  |
| cis‴      | 035          | 35               | 29        | HL. MARIA EUPHRSIA, FÖRDERE DAS WERK. |

### Orgel
Die Orgel mit einem schlichten Prospekt stammt aus dem Jahr 1888 und war aus dem Charlottenburger Kloster, wobei der dortige  Standort unbekannt ist, übernommen worden. Sie entstand in der Münsteraner Orgelbaufirma Friedrich Fleiter und wurde 1979 von der Freiburger Orgelbauerfirma Hartwig Späth, nach einer letzten Umsetzung an den heutigen Ort, erweitert und überarbeitet. Sie ist heute die älteste spielbare Orgel in einer katholischen Berliner Kirche. Die vollmechanische Orgel  wurde dabei um einige Register erweitert, um den Kirchenraum zu füllen. Die ursprünglichen Register entsprachen mehr dem Geschmack der Zeit und hatten einen eher leisen weichen romantischen Klang und sie war für das Musizieren in kleinen Räumen gedacht.
Die klangliche Erweiterung war problematisch und entsprach weiter nicht den Prinzipien einer behutsamen Restaurierung; sie ermöglichte aber erstmals den typischen brausenden Orgelklang und das Spielen virtuoser barocker Werke. Nach Gerhard Jas, dem Gemeindeorganisten, gehört die Orgel trotz gewisser Mängel der klanglichen Ausgestaltung zu den klangschönsten Orgeln im Bistum und erlaubt charaktervolle und reizvolle Klangfarben. Die Orgel, auf die sich die Staubschicht zweier Kirchenrestaurierungen gelegt hatte und viele Teile spröde und brüchig geworden waren, wurde 2009 von der Orgelbaufirma Karl Schuke überholt.

## Heutige Nutzung
Die Klostergebäude beherbergen seit 2006 das katholische Gemeindezentrum Vom guten Hirten, Schulen, Einrichtungen der Caritas, die seit 1973 hier Seniorenwohnungen anbietet, sowie einige privat vermietete Wohnungen.
Kirche und Kloster Vom Guten Hirten sind ein Berliner Kulturdenkmal.